# Cosmarium vexatum
Cosmarium vexatum là một loài Song tinh tảo trong họ Desmidiaceae, thuộc chi Cosmarium.